# Kyrksjön (Harmångers socken, Hälsingland)
Kyrksjön är en sjö i Nordanstigs kommun i Hälsingland och ingår i Harmångersåns huvudavrinningsområde. Sjön har en area på 0,336 kvadratkilometer och ligger 13 meter över havet. Sjön avvattnas av vattendraget Harmångersån (Kölån).

## Delavrinningsområde
Kyrksjön ingår i det delavrinningsområde (686750-157497) som SMHI kallar för Utloppet av Kyrksjön. Medelhöjden är 27 meter över havet och ytan är 3,4 kvadratkilometer. Räknas de 132 avrinningsområdena uppströms in blir den ackumulerade arean 1 075,81 kvadratkilometer. Avrinningsområdets utflöde Harmångersån (Kölån) mynnar i havet. Avrinningsområdet består mestadels av skog (64 procent) och jordbruk (19 procent). Avrinningsområdet har 0,33 kvadratkilometer vattenytor vilket ger det en sjöprocent på 9,8 procent.